# 3715 Штол
3715 Штол (3715 Štohl) — астероїд головного поясу, відкритий 19 лютого 1980 року.
Тіссеранів параметр щодо Юпітера — 3,568.